# Тип 80 (танк)

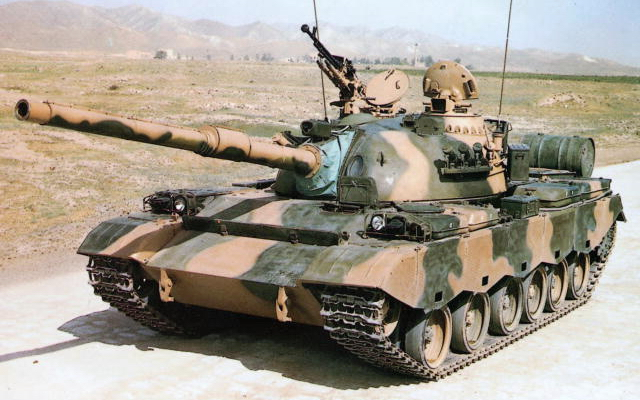

Тип 80 (ZTZ-80) — прототип, является дальнейшим развитием Тип 69/Тип 79. От последнего отличался измененной ходовой частью с шестью опорными катками среднего диаметра и тремя поддерживающими роликами на один борт. Был оборудован резиновыми бортовыми экранами, новой системой управления огнём с телескопическим прицелом, внешним лазерным дальномером и решетчатыми стеллажами на корме башни. Предполагался для экспорта в другие страны. Заказов не поступало, поэтому серийно не производился.

## Особенности конструкции
Тип 80 отличается от своего предшественника Тип 79 измененной ходовой частью с шестью опорными катками среднего диаметра и тремя поддерживающими роликами на один борт, более мощным вооружением и современной компьютеризированной системой управления огнём, включавшей лазерный дальномер, смонтированный на крыше башни со стороны наводчика или поверх самой 105-мм пушки, в зависимости от версии. Машина оснащена шноркелем для форсирования водных препятствий. Имеется также встроенная система управления огнём по типу «свой-чужой», навесная броня — динамическая защита, которая увеличивает живучесть машины на поле боя. Водитель размещается спереди слева, рядом с частью боеприпасов, в то время как заряжающий, командир и наводчик находится в башне.

## Модификации
- Тип 80 (ZTZ-80) — развитие Тип 59/69. Опытный прототип на базе «Тип 79», 1985 г = 105-мм нарезная пушка Тип 83.
- Тип 80-I — опытный = 105-мм нарезная пушка Тип 83.
- Тип 80-II (Тип 85) — опытный, 1985 г = 105-мм нарезная пушка Тип 83.
- Тип 80-III — опытный = 125-мм гладкоствольная пушка (нелицензионная копия 2А46).